# Wolfgang Dressecker
Wolfgang Dressecker (Alemania, 18 de agosto de 1911-26 de marzo de 1973) fue un atleta alemán especializado en la prueba de 800 m, en la que consiguió ser medallista de bronce europeo en 1938.

## Carrera deportiva
En el Campeonato Europeo de Atletismo de 1934 ganó la medalla de bronce en los 800 metros, llegando a meta en un tiempo de 1:52.2 segundos, tras el húngaro Miklós Szabó y el italiano Mario Lanzi (plata con 1:52.0 segundos).